# Brutus Hamilton
Brutus Kerr Hamilton (* 19. Juli 1900 in Peculiar, Missouri; † 28. Dezember 1970 in Berkeley, Kalifornien) war ein US-amerikanischer Leichtathlet, der sich auf den Zehnkampf spezialisiert hatte. Der 1,83 m große und 80 kg schwere Athlet startete für den Kansas City Athletic Club.
Hamilton gewann im Jahr 1920 die US-amerikanische Meisterschaft im Zehnkampf. Im Jahr darauf wurde er Dritter im Speerwurf (52,56 m). Seine persönliche Bestleistung liegt bei 54,73 m, erzielt am 15. April 1922 in Berkeley.
Darüber hinaus nahm er an zwei Olympischen Spielen teil: 1920 in Antwerpen und 1924 in Paris.
- In Antwerpen startete er im Zehn- und im Fünfkampf.
  - Im Zehnkampf gewann er mit 5739 Punkten die Silbermedaille hinter dem Norweger Helge Løvland (Gold mit 5803 Punkten) und vor dem Schweden Bertil Ohlson (Bronze mit 5640 Punkten). Seine Leistungen: 100 m 11,4 s, Weitsprung 6,32 m, Kugelstoßen 11,61 m, Hochsprung 1,60 m, 400 m 55,0 s, 110 m Hürden 17,3 s, Diskuswurf 36,14 m, Stabhochsprung 3,30 m, Speerwurf 48,08 m und 1500 m 4:57,8 min.
  - Im Fünfkampf kam er auf Platz sechs. Seine Leistungen: Weitsprung 6,86 m, Diskuswurf 48,36 m, 200 m 23,4 s, Speerwurf 37,13 m und 1500 m 5:12,8 min.
- In Paris startete er nur im Fünfkampf, den er jedoch bereits nach vier Übungen beenden musste. Für den abschließenden 1500-m-Lauf waren nur die besten sechs der Gesamtwertung qualifiziert, zu denen er nach mäßigen 24,4 s über 200 m nicht gehörte.

Nach Beendigung seiner sportlichen Karriere arbeitete er zunächst als Lehrer für Sport, Englisch und Geschichte am Westminster College in Fullton. Anschließend wurde er Trainer, und zwar von 1930 bis 1932 an der Universität Kansas, wo Glenn Cunningham und Jim Bausch zu seinen Schützlingen gehörten, und von 1932 bis 1965 an der University of California in Berkeley. In dieser Zeit war er mehrfach Nationaltrainer und Betreuer US-amerikanischer Olympiamannschaften.